# ニック・エリス
ニック・C・エリス（Nick C. Ellis）はウェールズ出身の心理言語学者。現在、ミシガン大学英語研究所の心理学教授・研究員。専門は応用言語学で、特に次の分野を研究対象としている。第二言語習得論、コーパス言語学、心理言語学、創発主義、言語への複雑・動的システムアプローチ、外国語リーディング・スペリングの習得、計算モデリング、認知言語学。

## 略歴
エリスは1974年にオックスフォード大学で心理学の学士号を取得後、1978年にノースウェールズ大学で心理学の博士号を取得した。
1976年から1991年までオープン大学の非常勤チューター、1978年から1990年までノースウェールズ大学の心理学レクチャラーを務めた。1992年にテンプル大学日本校の客員教授、1994年から1998年まで、ノースウェールズ大学の心理学リーダー（Reader）、1998年から2004年まで、ウェールズバンガー大学の心理学教授を歴任した。
1998年から2002年まで『Language Learning』の編集者、2006年から2020年までは同誌の編集長を務めた。
2003年、ニュージーランドのオークランド大学で応用言語学・言語学の客員教授に着任。2004年からはミシガン大学アナーバー校の心理学教授と同大学英語研究所の研究員を務める。2004年、ウェールズバンガー大学心理学部の名誉研究フェローにも任命される。2008年からミシガン大学複雑系研究センターの連携教員、2009年からミシガン大学アナーバー校の言語学教授となる。2011年、バンガー大学バイリンガル研究ESRCセンターの客員研究員に任命される。2011年5月から6月まで、フライブルク高等研究所の外部シニアフェローを務め、2012年7月にニュージーランドのヴィクトリア大学ウェリントン校LALSのイアン・ゴードンフェローだった。2014年、テンプル大学日本校の卓越客員講師、2016年にはパリ先端研究所（LabexàParis）言語学の経験的基盤部門の国際チェアに就任した。

## 研究
エリスの研究は第二言語習得論の複数分野に及んでおり、明示的／暗示的学習の関連性、リーディング、語彙と節、心理学理論の言語テスト・指導への応用、脳の役割といったテーマに取り組んでいる。『Language Learning』、『Applied Linguistics』、『The Modern Language Journal』、『Memory and Cognition』、『Bilingualism: Language and Cognition』、『Studies in Second Language Acquisition』などのトップジャーナルに学術論文を発表し続けており、ダイアン・ラーセン＝フリーマン、アリスター・カミング、ローデス・オルテガ、キャスリーン・バードヴィ＝ハーリグといった研究者と共著論文を書いている。

## 著作

### Articles
Google Scholar上で被引用数が最も多い論文（時系列）：
- Ellis, N. C. (1996). Sequencing in SLA: Phonological Memory, Chunking and Points of Order. Studies in Second Language Acquisition, 18, 91-126.
- Williams, J. M. G., Ellis, N. C., Tyers, C., Healy, H., Rose, G., & Macleod, A. K. (1996). The specificity of autobiographical memory and imageability of the future. Memory and Cognition, 24, 116-125.
- Ellis, N. C. (2002). Frequency effects in language acquisition: A review with implications for theories of implicit and explicit language acquisition. Studies in Second Language Acquisition, 24, 143-188.
- Ellis, N. C. (2005). At the interface: Dynamic interactions of explicit and implicit language knowledge. Studies in Second Language Acquisition, 27, 305-352.
- Ellis, N. C. & Larsen-Freeman, D. (2006). Language Emergence: Implications for Applied Linguistics. Introduction to the Special Issue. Applied Linguistics, 27(4), 558-589.
- Beckner, C., Blythe, R., Bybee, J., Christiansen, M. H., Croft, W., Ellis, N. C., Holland, J.,  Ke, J., Larsen-Freeman, D., Schoenemann, T. (2009). Language is a complex adaptive system. Position paper, Language Learning, 59, Supplement 1, 1-27.